# Шибот (комуна)
Шибот (рум. Șibot) — комуна у повіті Алба в Румунії. До складу комуни входять такі села (дані про населення за 2002 рік):
- Баломіру-де-Кимп (636 осіб)
- Бекеїнць (318 осіб)
- Серексеу (209 осіб)
- Шибот (1317 осіб) — адміністративний центр комуни

Комуна розташована на відстані 273 км на північний захід від Бухареста, 24 км на південний захід від Алба-Юлії, 95 км на південь від Клуж-Напоки.

## Населення
За даними перепису населення 2002 року у комуні проживали 2480 осіб.
Національний склад населення комуни:
| Національність | Кількість осіб | Відсоток |
| -------------- | -------------- | -------- |
| румуни         | 2437           | 98,3%    |
| цигани         | 33             | 1,3%     |
| угорці         | 9              | 0,4%     |
| німці          | 1              | < 0,1%   |

Рідною мовою назвали:
| Мова      | Кількість осіб | Відсоток |
| --------- | -------------- | -------- |
| румунська | 2472           | 99,7%    |
| угорська  | 7              | 0,3%     |
| німецька  | 1              | < 0,1%   |

Склад населення комуни за віросповіданням:
| Релігія            | Кількість осіб | Відсоток |
| ------------------ | -------------- | -------- |
| православні        | 2279           | 91,9%    |
| греко-католики     | 43             | 1,7%     |
| баптисти           | 17             | 0,7%     |
| п'ятдесятники      | 16             | 0,6%     |
| римо-католики      | 7              | 0,3%     |
| не релігійні       | 6              | 0,2%     |
| реформати          | 2              | 0,1%     |
| не вказали релігію | 9              | 0,4%     |